# Муравьёв, Николай Васильевич
Николай Васильевич Муравьёв (22 ноября (5 декабря) 1906, Беломестная Двойня, Тамбовская губерния — 23 мая 1996, Москва) — советский и российский краевед, педагог. Специалист в тамбовском краеведении. По архивным материалам восстанавливал историю возникновения городов и сёл Тамбовщины, происхождение их названий.

## Биография
Родился в крестьянской семье в селе Беломестная Двойня в 1906 году. Вместе с семьёй переехал в Сибирь; учился в Иркутске, Красноярске.
В годы Великой Отечественной войны — преподаватель фельдшерского училища Военно-морского флота (ВМФ), эвакуированного из Одессы в Красноярск. С 1947 жил и преподавал в Одессе. С 1947 по 1950 годы работал в институте усовершенствования учителей.
С 1951 в Тамбове. С 1951 по 1967 год — работал в областном институте усовершенствования учителей. Занимался историческим краеведением.

## Награды
Награждён медалью «За победу над Германией в Великой Отечественной войне 1941—1945 гг.», знаком «Отличник народного просвещения».